# Atlétika a 2006-os nemzetközösségi játékokon
A 2006-os nemzetközösségi játékokon az atlétika versenyszámait március 19. és 25. között rendezték meg.

## Összesített éremtáblázat
| #        | Ország                  | Arany | Ezüst | Bronz | Összesen' |
| 1.       | Ausztrália              | 16    | 12    | 13    | 41        |
| 2.       | Jamaica                 | 10    | 4     | 8     | 22        |
| 3.       | Kenya                   | 6     | 5     | 4     | 15        |
| 4.       | Anglia                  | 6     | 4     | 8     | 18        |
| 5.       | Dél-afrikai Köztársaság | 5     | 7     | 2     | 14        |
| 6.       | Kanada                  | 2     | 7     | 4     | 13        |
| 7.       | Nigéria                 | 2     | 4     | 3     | 9         |
| 8.       | Új-Zéland               | 2     | 1     | 1     | 4         |
| 9.       | Uganda                  | 2     | 0     | 0     | 2         |
| 10.      | Tanzánia                | 1     | 0     | 1     | 2         |
| 11.      | Ghána                   | 1     | 0     | 0     | 1         |
|          |                         |       |       |       |           |
| 12.      | India                   | 0     | 2     | 1     | 3         |
| 13.      | Bahama-szigetek         | 0     | 2     | 0     | 2         |
| 14.      | Wales                   | 0     | 1     | 2     | 3         |
| 15.      | Skócia                  | 0     | 1     | 1     | 2         |
| 16.      | Botswana                | 0     | 1     | 0     | 1         |
| 16.      | Grenada                 | 0     | 1     | 0     | 1         |
| 16.      | Mauritius               | 0     | 1     | 0     | 1         |
|          |                         |       |       |       |           |
| 19.      | Trinidad és Tobago      | 0     | 0     | 2     | 2         |
| 20.      | Kamerun                 | 0     | 0     | 1     | 1         |
| 20.      | Ciprus                  | 0     | 0     | 1     | 1         |
| 20.      | Mozambik                | 0     | 0     | 1     | 1         |
| 20.      | Seychelle-szigetek      | 0     | 0     | 1     | 1         |
| Összesen | Összesen                | 53    | 53    | 54    | 160       |

## Férfi

### Futó- és gyaloglószámok
| versenyszám     | arany                                                                    | arany    | ezüst                                                                                                 | ezüst    | bronz                                                                           | bronz    |
| 100 m           | Asafa Powell (Jamaica)                                                   | 10,03    | Olusoji Fasuba (Nigéria)                                                                              | 10,11    | Marc Burns (Trinidad és Tobago)                                                 | 10,17    |
| 200 m           | Omar Brown (Jamaica)                                                     | 20,47    | Stéphan Buckland (Mauritius)                                                                          | 20,47    | Chris Williams (Jamaica)                                                        | 20,52    |
| 400 m           | John Steffensen (Ausztrália)                                             | 44,73    | Alleyne Francique (Grenada)                                                                           | 45,09    | Jermaine Gonzales (Jamaica)                                                     | 45,16    |
| 800 m           | Alex Kipchirchir Rono (Kenya)                                            | 1:45,88  | Achraf Tadili (Kanada)                                                                                | 1:46,93  | John Litei Nkamasiai (Kenya)                                                    | 1:46,98  |
| 1500 m          | Nicholas Willis (Új-Zéland)                                              | 3:38,49  | Nathan Brannen (Kanada)                                                                               | 3:39,20  | Mark Fountain (Ausztrália)                                                      | 3:39,33  |
| 5000 m          | Augustine Choge (Kenya)                                                  | 12:56,41 | Craig Mottram (Ausztrália)                                                                            | 12:58,19 | Benjamin Limo (Kenya)                                                           | 13:05,30 |
| 10 000 m        | Boniface Kiprop Toroitich (Uganda)                                       | 27:50,99 | Geoffrey Kipngeno (Kenya)                                                                             | 27:51,16 | Fabiano Joseph Naasi (Tanzánia)                                                 | 27,51,99 |
| 110 m gát       | Maurice Wignall (Jamaica)                                                | 13,26    | Chris Baillie (Skócia)                                                                                | 13,61    | Andy Turner (Anglia)                                                            | 13,62    |
| 400 m gát       | Louis Jacobus van Zyl (Dél-afrikai Köztársaság)                          | 48,05    | Alwyn Myburgh (Dél-afrikai Köztársaság)                                                               | 48,23    | Kemel Thompson (Jamaica)                                                        | 48,65    |
| 3000 m akadály  | Ezekiel Kemboi (Kenya)                                                   | 8:18,17  | Wesley Kiprotich Koech (Kenya)                                                                        | 8:19,38  | Reuben Kosgei Seroney (Kenya)                                                   | 8:19,82  |
| Maraton         | Samson Ramadhani Nyonyi (Tanzánia)                                       | 2:11:29  | Fred Mogaka Tumbo (Kenya)                                                                             | 2:12:03  | Dan Robinson (Anglia)                                                           | 2:14:50  |
| 20 km gyaloglás | Nathan Daekes (Ausztrália)                                               | 1:19:55  | Luke Adams (Ausztrália)                                                                               | 1:21:38  | Jared Tallent (Ausztrália)                                                      | 1:23:32  |
| 50 km gyaloglás | Nathan Deakes (Ausztrália)                                               | 3:42:53  | Tony Sargisson (Új-Zéland)                                                                            | 3:58:05  | Chris Erickson (Ausztrália)                                                     | 3:58:22  |
| 4×100m          | Jamaica · Michael Frater · Ainsley Waugh · Chris Williams · Asafa Powell | 38,36    | Dél-afrikai Köztársaság · Lee-Roy Newton · Leigh Julius · Snyman Prinsloo · Sherwin Vries             | 38,98    | Kanada · Charles Allen · Anson Henry · Nathan Taylor · Emanuel Parris           | 39,21    |
| 4×400m          | Ausztrália · John Steffensen · Chris Troode · Mark Ormrod · Clinton Hill | 3:00,93  | Dél-afrikai Köztársaság · Jan can der Merwe · Ofentse Mogawane · Paul Gorries · Louis Jacobus van Zyl | 3:01,84  | Jamaica · Lancford Davies · Davian Clarke · Lansford Spence · Jermaine Gonzales | 3:01,94  |

### Ugrószámok
| versenyszám | arany                      | arany | ezüst                                    | ezüst | bronz                         | bronz |
| Magasugrás  | Mark Boswell (Kanada)      | 2.26  | Martyn Bernard (Anglia)                  | 2.26  | Kyriakos Ioannou (Ciprus)     | 2.23  |
| Távolugrás  | Ignisious Gaisah (Ghána)   | 8.20  | Gable Garenamotse (Botswana)             | 8.17  | Fabrice Lapierre (Ausztrália) | 8.10  |
| Hármasugrás | Phillips Idowu (Anglia)    | 17.45 | Khotso Mokoena (Dél-afrikai Köztársaság) | 16.95 | Alwyn Jones (Ausztrália)      | 16.75 |
| Rúdugrás    | Steven Hooker (Ausztrália) | 5.80  | Dmitri Markov (Ausztrália)               | 5.60  | Steven Lewis (Anglia)         | 5.50  |

### Dobószámok
| versenyszám   | arany                                    | arany | ezüst                              | ezüst | bronz                                       | bronz |
| Diszkoszvetés | Scott Martin (Ausztrália)                | 63.48 | Jason Tunks (Kanada)               | 63.07 | Dariusz Slowik (Kanada)                     | 61.49 |
| Gerelyhajítás | Nicholas Nieland (Anglia)                | 80.10 | William Hamlyn Harris (Ausztrália) | 79.89 | Oliver Dziubak (Ausztrália)                 | 79.89 |
| Súlylökés     | Janus Robertss (Dél-afrikai Köztársaság) | 19.76 | Dorian Scott (Jamaica)             | 19.75 | Scott Martin (Ausztrália)                   | 19.48 |
| Kalapácsvetés | Stuart Rendell (Ausztrália)              | 77.53 | James Steacy(Kanada)               | 74.75 | Christiaan Harmse (Dél-afrikai Köztársaság) | 73.81 |

### Összetett atlétikai versenyszámok
| versenyszám | arany               | arany | ezüst                   | ezüst | bronz                     | bronz |
| Tízpróba    | Dean Macey (Anglia) | 8143  | Maurice Smith (Jamaica) | 8074  | Jason Dudley (Ausztrália) | 8001  |

## Fogyatékkal élő férfiak
| versenyszám   | arany                      | arany | ezüst                                        | ezüst | bronz                            | bronz |
| 100 m         | Adekunle Adesoji (Nigéria) | 11,07 | Hilton Langenhoven (Dél-afrikai Köztársaság) | 11,22 | Eriyo Etinosa (Nigéria)          | 11,43 |
| 200 m         | Francis Heath (Ausztrália) | 22,96 | David Roos (Dél-afrikai Köztársaság)         | 23,12 | Vitalis Lanshima (Nigéria)       | 23,16 |
| Diszkoszvetés | Tanto Campbell (Jamaica)   | 34.48 | Jacques Martin (Kanada)                      | 32.28 | Ranjith Kumar Jayaseelan (India) | 29.88 |

## Női

### Futó- és gyaloglószámok
| versenyszám     | arany                                                                              | arany    | ezüst                                                                 | ezüst    | bronz                                                                                 | bronz    |
| 100 m           | Sheri-Ann Brooks (Jamaica)                                                         | 11,19    | Geraldine Pillay (Dél-afrikai Köztársaság)                            | 11,31    | Delphine Atangana (Kamerun)                                                           | 11,39    |
| 200 m           | Sherone Simpson (Jamaica)                                                          | 22,59    | Veronica Campbell (Jamaica)                                           | 22,72    | Geraldine Pillay (Dél-afrikai Köztársaság)                                            | 22,92    |
| 400 m           | Christina Ohuruogu (Anglia)                                                        | 50,28    | Tonique Williams-Darling (Bahama-szigetek)                            | 50,76    | Novlene Williams (Jamaica)                                                            | 51,12    |
| 800 m           | Janeth Jepkosgei (Kenya)                                                           | 1:57,88  | Kenia Siclair (Jamaica)                                               | 1:58,16  | Maria de Lurdes Mutola (Mozambik)                                                     | 1:58,77  |
| 1500 m          | Lisa Dobriskey (Anglia)                                                            | 4:06,21  | Sarah Jamieson (Ausztrália)                                           | 4:06,64  | Hayley Tullett (Wales)                                                                | 4:06,76  |
| 5000 m          | Isabella Ochichi (Kenya)                                                           | 14:57,84 | Joanne Pavey (Anglia)                                                 | 14:59,08 | Lucy Wangui (Kenya)                                                                   | 15:00.20 |
| 10 000 m        | Lucy Kabuu (Uganda)                                                                | 31:29,66 | Evelyne Wambui Nganga (Kenya)                                         | 31:30,86 | Mara Yamauchi (Anglia)                                                                | 31:49,40 |
| 100 m gát       | Brigitte Foster-Hylton (Jamaica)                                                   | 12,75    | Angela Whyte (Kanada)                                                 | 12,94    | Delloreen Ennis-London (Jamaica)                                                      | 13,00    |
| 400 m gát       | Jana Pittman (Ausztrália)                                                          | 53,82    | Natasha Danvers Smith (Anglia)                                        | 55,17    | Lee McConnell (Skócia)                                                                | 55,24    |
| 3000 m akadály  | Dorcus Inzikuru (Uganda)                                                           | 9:19,51  | Melissa Rollison (Ausztrália)                                         | 9:24,29  | Donna MacFarlane (Ausztrália)                                                         | 8:19,82  |
| Maraton         | Kerryn McCann (Ausztrália)                                                         | 2:30:54  | Helen Cherono Koskei (Kenya)                                          | 2:30:56  | Liz Yelling (Anglia)                                                                  | 2:32:19  |
| 20 km gyaloglás | Jane Saville (Ausztrália)                                                          | 1:32:46  | Natalie Saville (Ausztrália)                                          | 1:33:33  | Cheryl Webb (Ausztrália)                                                              | 1:36:03  |
| 4×100m          | Jamaica · Daniele Browning · Sheri Ann-Brooks · Peta-Gaye Dowdie · Sherone Simpson | 43.10    | Anglia · Anyika Onuora · Kimberly Wall · Laura Turner · Emma Ania     | 43.43    | Ausztrália · Sally McLellan · Melanie Kleeberg · Lauren Hewitt · Crystal Attenborough | 44,25    |
| 4×400m          | Ausztrália · Jana Pittman · Caitlin Willis · Tamsyn Lewis · Rosemary Hayward       | 3:28,66  | India · Rajwinder Kaur · Chitra Soman · Manjeet Kaur · Pinki Pramanik | 3:29,57  | Nigéria · Kudirat Akhigbe · Joy Eze · Folashade Abugan · Christiana Epukhon           | 3:31,83  |

### Ugrószámok
| versenyszám | arany                                 | arany | ezüst                           | ezüst | bronz                               | bronz |
| Magasugrás  | Anika Smith (Dél-afrikai Köztársaság) | 1.91  | Julie Crane (Wales)             | 1.88  | Karen Beautle (Jamaica)             | 2.23  |
| Magasugrás  | Anika Smith (Dél-afrikai Köztársaság) | 1.91  | Julie Crane (Wales)             | 1.88  | Angela McKee (Új-Zéland)            |       |
| Távolugrás  | Bronwyn Thompson (Ausztrália)         | 6.97  | Kerrie Taurima (Ausztrália)     | 6.57  | Celine Laporte (Seychelle-szigetek) | 6.57  |
| Hármasugrás | Trecia Smith (Jamaica)                | 14.39 | Otonye Iworima (Nigéria)        | 13.53 | Nadia Williams (Anglia)             | 13.42 |
| Rúdugrás    | Kym Howe (Ausztrália)                 | 4.62  | Tatiana Grigorieva (Ausztrália) | 4.35  | Stephanie McCann (Kanada)           | 4.25  |

### Dobószámok
| versenyszám   | arany                                     | arany | ezüst                         | ezüst | bronz                                      | bronz |
| Diszkoszvetés | Elizna Naude (Dél-afrikai Köztársaság)    | 61.55 | Seema Antil (India)           | 60.56 | Dani Samuels (Ausztrália)                  | 59.44 |
| Gerelyhajítás | Sunette Viljoen (Dél-afrikai Köztársaság) | 60.72 | Laverne Eve (Bahama-szigetek) | 60.54 | Olivia McKoy (Jamaica)                     | 58.27 |
| Súlylökés     | Valerie Vili (Új-Zéland)                  | 19.66 | Vivian Chukwuemeka (Nigéria)  | 18.75 | Cleopatra Borel-Brown (Trinidad és Tobago) | 17.54 |
| Kalapácsvetés | Brooke Krueger (Ausztrália)               | 67.90 | Jennifer Joyce (Kanada)       | 67.29 | Lorraine Shaw (Anglia)                     | 66.00 |

### Összetett atlétikai versenyszámok
| versenyszám | arany                    | arany | ezüst                      | ezüst | bronz                  | bronz |
| Hétpróba    | Kelly Sotherton (Anglia) | 6396  | Kylie Wheeler (Ausztrália) | 6298  | Jessica Ennis (Anglia) | 6269  |

## Fogyatékkal élő férfiak
| versenyszám             | arany                           | arany   | ezüst                                     | ezüst   | bronz                   | bronz   |
| 100 m                   | Elizabeth McIntosh (Ausztrália) | 14,38   | Katrina Webb (Ausztrália)                 | 14,51   | Beverley Jones (Wales)  | 14,81   |
| 800 m (kerekes székkel) | Chantal Petitclerc (Kanada)     | 1:48,98 | Eliza Stankovic (Dél-afrikai Köztársaság) | 1:49,62 | Diane Roy (Kanada)      | 1:53,76 |
| Súlylökés               | Njideka Iyiazi (Nigéria)        | 6.78    | Virginia Ohagwu (Nigéria)                 | 6.08    | Asto Poole (Ausztrália) | 5.33    |